# Монфред, Анри де
Анри де Монфред (14 ноября 1879, Лёкат, Од, Франция — 13 декабря 1974, Энгранд, Эндр, Франция) — французский писатель, работавший в приключенческом жанре.

## Биография
Сын художника Жоржа Даниэля де Монфреда. Начал свою карьеру как дипломат во французской миссии в Калькутте, потом некоторое время занимался коммерцией – торговал кожей и кофе. Однако всю жизнь его привлекали морские приключения, и в 32 года он окончательно оставляет государственную службу и отправляется во французскую колонию Джибути, где занимается добычей жемчуга.
По совету известного французского писателя Жозефа Кесселя он написал свою первую повесть «Тайны Красного моря» – о ловцах жемчуга, которая с восторгом была принята читателями, а автор снискал себе славу «писателя-корсара». Его следующие повести «Человек, который вышел из моря» и «Контрабандный рейс» рассказывают о дальнейших приключениях автора, который решил делать бизнес на торговле наркотиками в Египте. Эти повести также написаны на основе личного опыта: за контрабандный провоз наркотиков Монфред попадает в тюрьму, его обвиняют в убийстве, и он чудом избегает наказания.